# Jönköpings Södra Idrottsförening
Jönköpings Södra Idrottsförening, ou simplesmente Jönköpings Södra IF, é um clube de futebol da Suécia fundado em 9 de dezembro de 1922. Sua sede fica localizada em Jönköping.